# Triaenodes trivulcio
Triaenodes trivulcio is een schietmot uit de familie Leptoceridae. De soort komt voor in het Oriëntaals gebied.